# ماورونری
ماورونری (در یونانی به معنی «آب سیاه») بنا بر توصیفات هزیود در تئوگونیا، رودی است مرتبط با رود استوکس در اساطیر یونانی. این رود در نزدیکی نوناکریس در رشته‌کوه آروئانیا در آرکادیای شبه‌جزیرهٔ پلوپونز قرار دارد. برخی از دانشمندان فرضیه‌پردازی کرده‌اند که از آب ماورونری برای مسموم کردن اسکندر کبیر در ۳۲۳ ق م استفاده شده‌است.